# Раду Сільвія Василівна
Сільвія Василівна Раду (рум. Silvia Radu; нар.. 27 лютого 1972, Котовськ, Котовський район, МРСР, СРСР) — незалежний кандидат на посаду Президента Республіки Молдова на виборах 2016 року. Президент «Gas Natural Fenosa Moldova» з квітня 2008 року по грудень 2015 року. З 6 листопада 2017 р. виконує обов'язки генерального примара (мера) муніципія Кишинів.

## Походження та навчання
Сільвія Раду народилася в сім'ї Кочу (рум. Cociu) в 1972 році в місті Котовськ (нині Хинчешти). Батьки: Василь Кочу (нар. 1949), вчитель румунської мови, і Віра Кочу (нар. 1950), уроджена Пислар, сільгосп-інженер в радгоспі Хинчешть. Дід і бабуся Сільвії Раду зі сторони батька, а також її батько, були депортовані в Сибір у 1949 році і повернулися в Хинчешти в 1955 році.
У шкільні роки Сільвія вивчила російську та англійську мови. Відмінне знання англійської мови зумовило участь Сільвії у загальнонаціональній мовній Олімпіаді в Белц, де вона представляла Хинчешти.
Сільвія Раду вивчала іноземні мови (1988—1993) і економічне право (1998—2000) у Державному університеті Молдови. Пізніше вона навчалася в Академії публічного управління при Уряді Молдови (1995—1997), а також отримала ступінь «Вищий менеджмент» (Advanced Management) у Наваррській бізнес-школі (Business School of Navarra (IESE)) в Барселоні, де вона також була обрана президентом класу. Сільвія Раду має такі дипломи: юриспруденція, іноземні мови та міжнародні відносини.

## Професійна діяльність
Сільвія Раду розпочала свою професійну діяльність у 1995 році викладачем іспанської мови в Молдавському державному університеті, після чого вступила на держслужбу у відділ міжнародних відносин департаменту енергетики і енергоресурсів Республіки Молдова. Через рік Сільвія Раду була призначена головою цього відділу, а з 1999 по 2000 роки працювала в державній електричній транспортній компанії «Moldtranselectro», після чого приймає рішення перейти до приватного сектора.

## Бізнес-кар'єра
Сільвія Раду починає свою професійну діяльність у сфері енергетики в 1997 році, працюючи секретарем правління і генеральним секретарем підприємства «Retele Electrice de Distribuie Chisinau S. A.», «Retele Electrice de Distribuie Chisinau — Centru S. A.» і «Retele Electrice de Distribuie Chisinau — Sud S. A.» .
У компанії «Gas Natural Fenosa Moldova» Сільвія Раду забезпечила організацію чіткої і прозорої системи взаємодії з державою, а також з усіма партнерами. Сільвія просувала політику відкритості у відносинах і з клієнтами («День відкритих дверей» щотижня). Також вона забезпечувала впровадження принципів гендерної рівності на робочому місці. Таким чином, наприклад, 50 % членів Правління компанії були жінками. Під її керівництвом були ініційовані і впроваджені також багато соціальних проектів, включаючи програму наставництва для молодих фахівців, новітні технології навчання, програму соціального включення людей з обмеженими можливостями. Сільвія Раду також впроваджувала програми підвищення енергоефективності.
Пізніше С. Раду очолила на посаді корпоративного директора консолідоване підприємство, що об'єднало три вищеназвані компанії. Згодом С. Раду стає віце-президентом, а в 2008 році — президентом «Gas Natural Fenosa Moldova».

## Політика
6 листопада 2017 року Сільвія Раду була призначена виконуючою обов'язки примара Кишинева.

## Особисте життя
9 травня 1992 року Сільвія Кочу вийшла заміж за Верджиліу Раду, який тоді був студентом на факультеті іноземних мов і взяла прізвище чоловіка. Чоловік Сільвії Раду має дві вищі освіти: економічну та у сфері іноземних мов. Сільвія і Верджиліу вперше зустрілися у віці 16 років, будучи студентами. У них є син 25 років і дві доньки: 10 та 5 років (на 2018 р.).

## Різне
- Під час роботи на компанію «Gas Natural Fenosa» Сільвія Радиупостійно боролася за те, щоб інвестор не йшов з Молдови (у відповідності з Угодою про приватизацію з Урядом Р. Молдова), найкращим чином забезпечуючи захист як інвестицій, так і інтересів клієнтів.
- Володіє п'ятьма мовами: румунською, російською, англійською, іспанською та італійською.
- Є почесним консулом Королівства Іспанія в Молдові.

### Антикорупціна позиція
Сільвія Раду грала ключову роль в анти-корупційній діяльності компанії «Gas Natural Fenosa Moldova» і завжди дотримувалася принципу прозорості, як єдино вірного методу роботи.
Під час катастрофи 2007 року, коли внаслідок обмерзання тисячі стовпів електропередач (включаючи високовольтні) були пошкоджені, в результаті чого понад 400 000 господарств були відключені від електрики, С. Раду організувала відновлювальні роботи і оперативно врегулювала ситуацію. Були задіяні і держрезерви, було організовано виробництво стовпів для ліній електропередач, була задіяна армія, і до Різдва електропостачання було відновлено.

## Громадська діяльність
С. Раду є одним з засновників «Асоціації жінок-підприємців Молдови» (AFAM), будучи членом правління цієї організації. Також, С. Раду була обрана головою правління «Асоціації європейського бізнесу Молдови» (EBA Moldova).
Крім того, Сільвія Раду особливо захоплена творчістю молдавських художників. Вона щиро підтримує і просуває їх мистецтво. Крім того, вона ініціює і підтримує виставки робіт молдавських художників, скульпторів та керамістів.